# Bulbophyllum vittatum
Bulbophyllum vittatum là một loài phong lan thuộc chi Bulbophyllum.